# Leordina, Maramureș
Leordina este satul de reședință al comunei cu același nume din județul Maramureș, Transilvania, România.

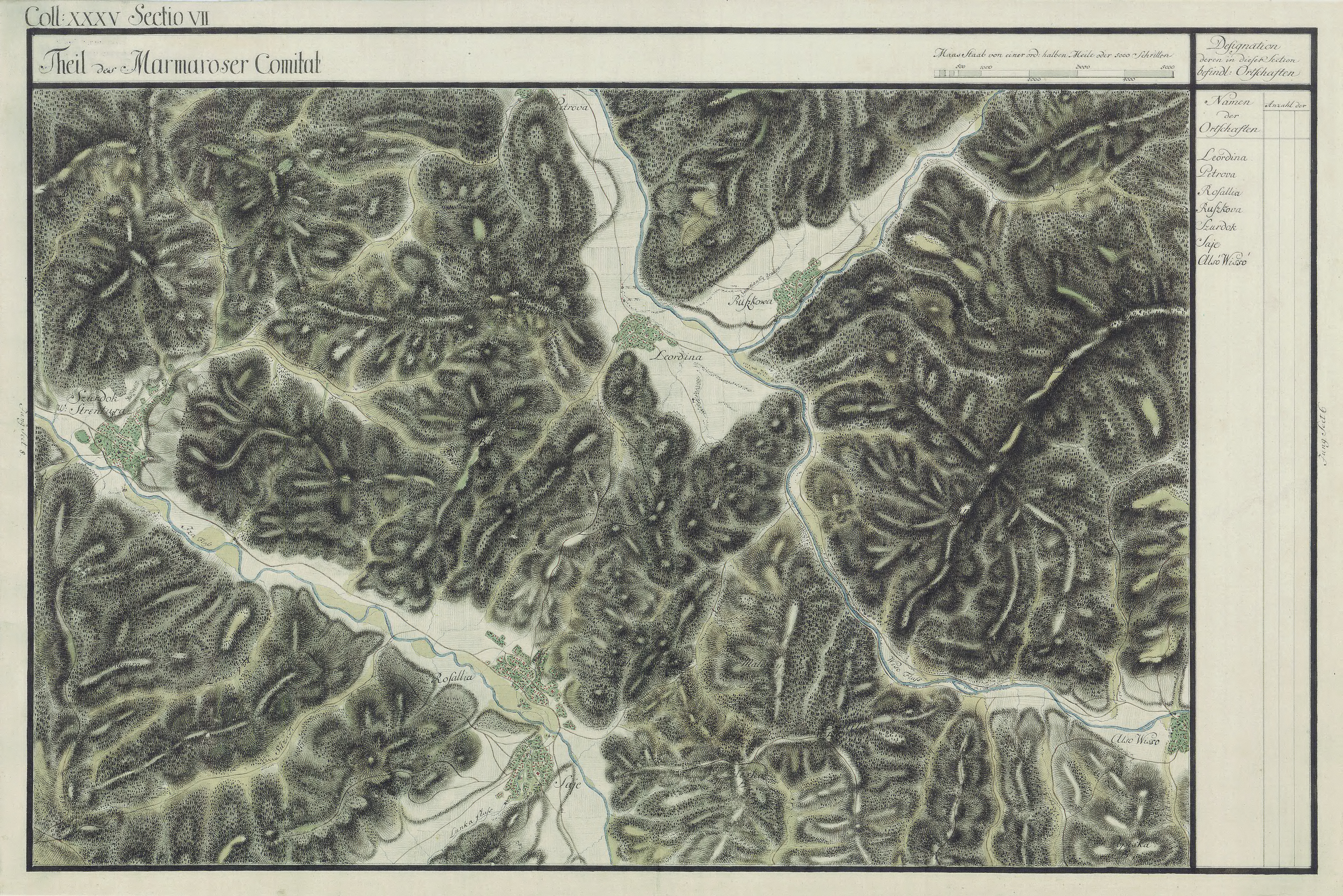
Leordina în Harta Iosefină a Comitatului Maramureșului, 1782-85

## Istoric
Prima atestare documentară: 1411 (Lewrgyna, Leorgina, Leurgyna, Leorgyna). 

## Etimologie
Etimologia numelui localității: din antrop. Leorda (< subst. leordă, var. a lui leurdă „usturoi sălbatic", cuvânt autohton, cf. alb. hudhër, hudër „usturoi") + suf. -in + suf. top. -a. 

## Obiective memoriale
- Cimitirul militar, împrejmuit cu un gard din piatră, este amplasat la 1 km de Biserica Ortodoxă. Cei 12 militari germani au fost înhumați în anul 1917.
- În cimitir există și monumentul: „În memoria camarazilor căzuți“.